# Algemeen verbindend voorschrift
Algemeen verbindend voorschrift (afgekort avv) is een term uit het Nederlandse recht.
Met de term wordt een door de overheid op basis van haar regelgevende bevoegdheid uitgevaardigde, normstellende maatregel aangeduid, waarvan naleving krachtens de wet afgedwongen kan worden; het avv kan eventueel strafbepalingen of sancties bevatten. Een algemeen verbindend voorschrift bevat algemeen verbindende rechtsnormen oftewel rechtsregels. In het recht wordt een algemeen verbindend voorschrift ook wel aangeduid als een wet in materiële zin.
De aanduiding "algemeen" geeft aan dat de maatregel niet op een specifiek geval is gericht, maar belang heeft voor allerlei burgers.
Koninklijk Besluiten waarbij algemeen verbindende voorschriften worden vastgesteld, worden gepubliceerd in het Staatsblad van het Koninkrijk der Nederlanden.

## Toepassing
Algemeen verbindende voorschriften worden vanwege het Rijk niet op andere wijze vastgesteld dan door:
- een wet in formele zin,
- een algemene maatregel van bestuur,
- een ministeriële regeling of
- een regeling van een zelfstandig bestuursorgaan (zbo), mits dat via de grondwet geregeld is

Naast de rijksoverheid kunnen gemeenten, provincies en waterschappen avv's uitvaardigen. De meeste provinciale verordeningen vallen in deze categorie. Andere voorbeelden zijn de Algemene Plaatselijke Verordening (APV), bestemmingsplannen en de maatregelen waarin gemeenten koopzondagen en het parkeerbeleid vastleggen. Ook verplichtingen die voortvloeien uit de beginselen van behoorlijk bestuur hebben vaak de rechtskracht van een avv, mits die verplichtingen vastgelegd en openbaar gemaakt zijn. Een minder voor de hand liggende avv is een algemeen reglement voor Volksraadplegingen (provincie Gelderland).
Het wijzigen van een avv heeft dezelfde reikwijdte als het uitvaardigen van een nieuwe avv; een besluit tot het intrekken van een avv kan echter geen avv zijn. Verder is een avv naar buiten gericht: zo kan een overheidsorgaan niet het reglement van orde voor haar eigen vergaderingen als avv aanmerken. Wel kan een overheidsorgaan in sommige gevallen beslissen om het uitvaardigen van avv's te delegeren, zie bijvoorbeeld artikel 152 van de Provinciewet.

## Bezwaar
Procedures tegen een avv zijn mogelijk door het starten van een civielrechtelijke procedure wegens onrechtmatige daad tegen de instantie die de avv heeft uitgevaardigd. Dergelijke procedures zullen moeizaam zijn en zelden succes hebben, wellicht met uitzondering van bepalingen waarin een overheidsorgaan zijn omgang met de samenleving regelt, zoals bij avv's die inkoop- en aanbestedingsbeleid regelen.
Beroep tegen een avv op grond van de Algemene wet bestuursrecht is anno 2012 niet mogelijk, zoals blijkt uit Artikel 8:3 van deze wet, hoewel op deze regel in bijzondere wetten uitzonderingen gemaakt kunnen worden, zoals in de Wet ruimtelijke ordening (artikel 8.2) gedaan is voor bestemmingsplannen. Hierin verschilt een avv van een (concretiserend) besluit van algemene strekking (bas), en belanghebbenden zullen een onwelgevallig besluit dan ook als bas proberen aan te merken, zie bijvoorbeeld een pleitnota tegen het parkeerbeleid van het Amsterdamse stadsdeel Zuideramstel. Artikel 8:2 zal echter op een nader te bepalen tijdstip komen te vervallen.

### Bezwaar tegen beschikkingen
Hoewel het dus niet mogelijk is in beroep te gaan tegen het avv als zodanig, is er wel een bestuursrechtelijk beroep mogelijk tegen beschikkingen die gebaseerd zijn op avv's. Vaak kan men verzoeken een beschikking te ontvangen waartegen men in beroep kan gaan. Deze beschikking kan in voorkomende gevallen inhoudelijk vrijwel identiek zijn aan de avv. Ook is het mogelijk om ontheffing te vragen van de bepalingen uit het avv; bij afwijzing ligt de gang naar de bestuursrechter open.
Wie schade lijdt door een avv of de toepassing daarvan, kan schadevergoeding claimen, hetzij in een civielrechtelijke procedure, hetzij bestuursrechtelijk, op grond van Artikel 8:88 van Awb. Als laatste optie kan men, door het overtreden van het avv, een proces uitlokken. De overtreder ontvangt dan een belastende beschikking die aan te vechten is op grond van het bestuursrecht, dus in bezwaar, beroep en hoger beroep.

## Referendum
Terwijl bezwaren van individuele burgers niet ontvankelijk zijn, kan een overheidsorgaan wel toestaan dat een referendum voorafgaat aan een avv. Daarbij kan het overheidsorgaan initiatief van de bevolking afwachten (raadgevend referendum) of zelf initiatief nemen (raadplegend), maar het kan ook een van de twee vormen uitsluiten. Een referendum kan echter niet bindend zijn, omdat de wet dit niet toestaat: een afwijzende stem van het volk verplicht slechts tot heroverweging van het beoogde besluit. Het is wel voorgekomen dat een college van B & W verklaarde zich te zullen conformeren aan de keuze van de bevolking, en dit heeft anno 2008 niet tot moeilijkheden geleid, maar zo'n college begeeft zich op juridisch onontgonnen terrein.

## Beschikbaarstelling van teksten in geconsolideerde vorm
Geconsolideerd wil zeggen dat alle in de loop van de tijd aangebrachte wijzigingen in de tekst van de wet zelf zijn doorgevoerd.
Sinds 1 januari 2011 zijn decentrale overheden wettelijk verplicht alle algemeen verbindende voorschriften (vaak verordening genoemd) op overheid.nl beschikbaar te stellen. Een minderheid van decentrale overheden hield hier zich anno 2011 nog niet aan.
Anderzijds stellen veel overheden langs deze weg ook andere besluiten ter beschikking, zoals beleidsregels en interne regelingen. Dat is niet verplicht. Ruimtelijke plannen zoals bestemmingsplannen vindt men op de website Ruimtelijkeplannen.nl.

## Auteursrecht
Artikel 11 van de Auteurswet bepaalt:
Er bestaat geen auteursrecht op wetten, besluiten en verordeningen, door de openbare macht uitgevaardigd, noch op rechterlijke uitspraken en administratieve beslissingen.
Er loopt een geschil tussen een belanghebbende en de Staat over de vraag of wetten enz. mogen verwijzen naar niet gratis verkrijgbare NEN normen.

## Overgangsregeling
Wanneer een wet wordt vastgesteld of gewijzigd duurt het soms nog enige tijd voordat deze ingaat, zodat alle betrokkenen zich op de nieuwe regels in kunnen stellen. Soms verloopt er ook nog tijd tussen de vaststelling van de wet zelf en de vaststelling van de ingangsdatum. Theaterproducenten hebben in 2010 juridische stappen tegen de regering aangekondigd wegens een op te korte termijn ingaande btw-verhoging.
Soms wordt in één keer een stapsgewijze invoering, wijziging of afschaffing vastgesteld. Dan geldt het genoemde tijdsverloop in ieder geval voor de vervolgstappen. Bovendien wordt soms een overgangsregeling vastgesteld, waarbij nadelige aspecten voor bepaalde bestaande situaties verzacht of uitgesteld worden.
Voorbeelden:
- Wie de AOW-leeftijd heeft bereikt wordt niet getroffen door een verhoging daarvan: wie al AOW ontvangt blijft die ontvangen.
- Als een sociale uitkering een bepaalde maximale duur heeft kan bij verkorting van die duur bepaald worden dat voor wie al zo'n uitkering ontvangt de oorspronkelijk geldende maximale duur blijft gelden.
- Als een verjaringstermijn wordt verlengd dan wordt vaak bepaald dat verjaarde zaken verjaard blijven.
- Als op basis van geldende belastingfaciliteiten beslissingen zijn genomen die voor langere tijd doorwerken, zoals het kopen van een huis, het vastzetten van kapitaal e.d., dan kan bij een wijziging van de regels worden bepaald dat deze wijziging niet of in mindere mate hiervoor geldt. Of en in welke mate dit gebeurt varieert sterk:
  - Voorbeelden van maatregelen met overgangstermijnen van meer dan tien jaar:
    - geleidelijke afbouw van de dubbele heffingskorting voor kostwinners (in 15 jaar)
    - geleidelijke afbouw van de dubbele heffingskorting in het referentieminimumloon (in 20 jaar)
    - afschaffing fiscale faciliteit voor KEV, SEV en BEV voor nieuwe gevallen (voor oude gevallen blijft de oude regeling gelden gedurende de hele resterende looptijd van maximaal 30 jaar)
    - geleidelijke afbouw van de aftrek wegens geen of geringe eigenwoningschuld (in 30 jaar).

  - Voorbeelden van maatregelen zonder overgangstermijn of -regeling:
    - afschaffing van de fiscale faciliteiten voor sociaal-ethische beleggingen (m.i.v. de eerste peildatum, 1 januari 2013, zodat beleggingen gedaan na de vorige peildatum anders dan verwacht in het geheel geen fiscaal voordeel opleveren).

Soms wordt de uitdrukking "eerbiedigende werking" gebruikt.
Een overgangsregeling (net als andere regelingen die betrekking hebben op bepaalde toekomstige jaren) kan tussentijds gewijzigd worden en is dus geen garantie. De regeling bepaalt slechts wat geldt indien later niet anders bepaald wordt.
De wetgever is minder bereid tot een overgangsregeling als de wijziging dient om belastingontwijking te bestrijden die de wet onbedoeld mogelijk maakte.
Soms bepaalt de rechter dat de overheid een overgangsregeling moet treffen. Naar aanleiding van zo'n geval heeft de toenmalige staatssecretaris SZW besloten om in een wetsvoorstel niet meer de datum van inwerkingtreding op te nemen, zodat die zo nodig naar een later moment dan eerst de bedoeling was kan worden verschoven, bijvoorbeeld als de behandeling langer duurt dan voorzien.
Zie ook Overgangsregeling in de sociale zekerheid en legaliteitsbeginsel.

### Wijziging van een oude versie van een avv
In de juridische terminologie heeft bijvoorbeeld "het Uitvoeringsbesluit loonbelasting 1965 zoals dat luidde op 31 december 2010" in 2012 een andere inhoud dan in 2011, en in 2013 weer een andere inhoud.